# Gebouw Kosmos

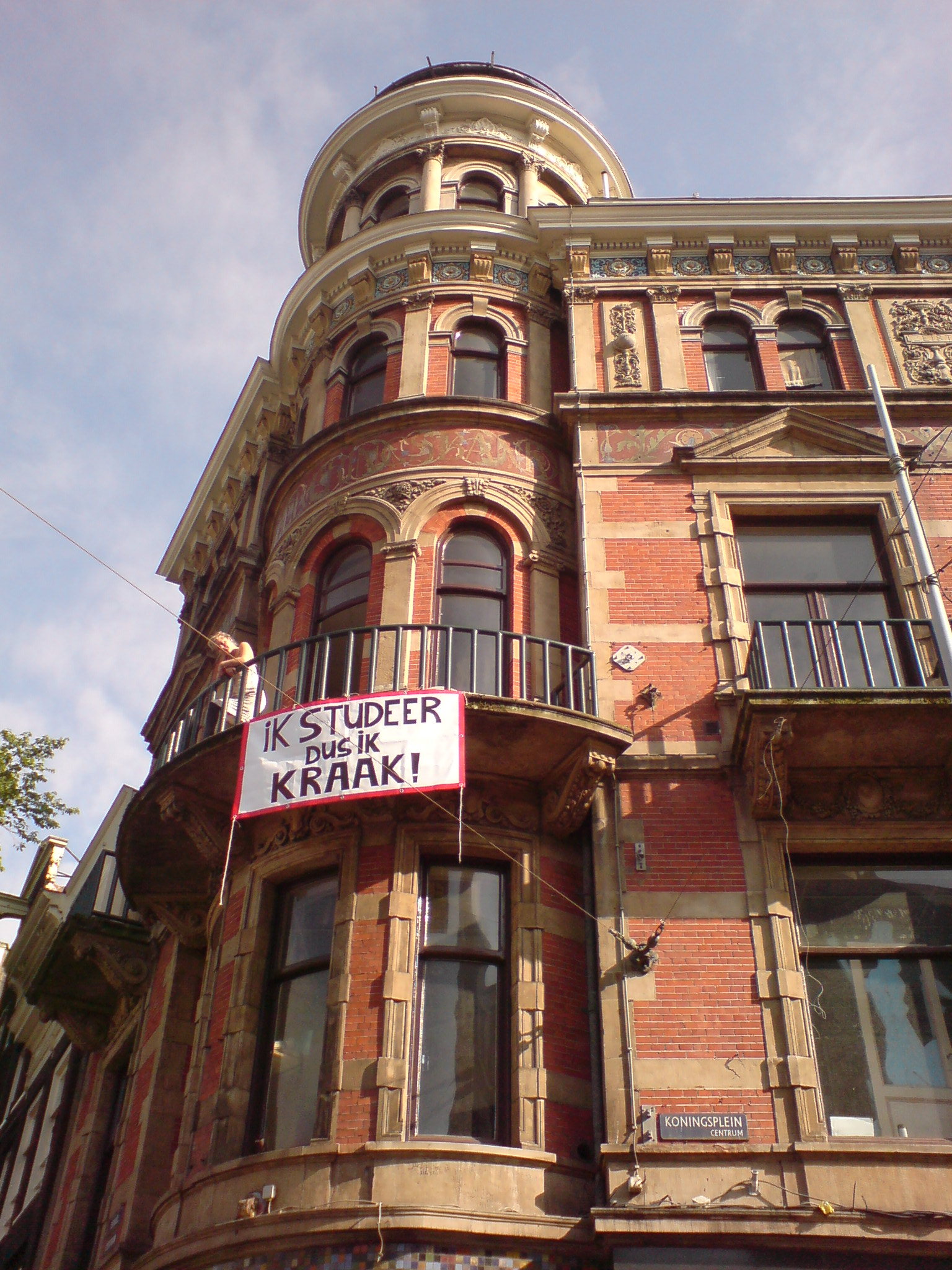
Gebouw Kosmos 22.04.2005

Het Gebouw Kosmos bevindt zich op het Koningsplein nummer 1 in de binnenstad van Amsterdam. Het gebouw bevindt zich op de hoek van het Singel (bij de Bloemenmarkt) en het Koningsplein (in het verlengde van de Leidsestraat), een drukke locatie te midden van de Stadslus.
In het pand huisde oorspronkelijk de levensverzekeringsmaatschappij Kosmos.
Het gebouw is een rijksmonument.
Het pand heeft geen relatie met het voormalige new age-centrum De Kosmos (1969-1992), dat gevestigd was op Prins Hendrikkade 142.

## Bewoners
Vanaf 22 april 2007 was het gebouw (met uitzondering van de winkelruimte op de begane grond) gekraakt door een groep studenten die zichzelf profileerde onder de naam bewonersgroep Kosmos. Deze studenten hadden een etage van het pand ter beschikking gesteld aan de alternatieve kunstgalerie Schijnheilig. Hieruit vloeiden culturele activiteiten voort, zoals wekelijks pleindichten op zondagmiddag.

Eind november 2007 besliste de rechter dat de krakers moesten vertrekken. Sinds die tijd wordt het pand bewoond door enkele antikrakers.